# Brookfield (Missouri)
Brookfield – miasto w Stanach Zjednoczonych, w północnej części stanu Missouri, w hrabstwie Linn. W 2000 roku miasto liczyło 4769 mieszkańców. 

## Klimat
Miasto leży w strefie klimatu kontynentalnego, wilgotnego, z gorącym latem, i surową zimą, należącego według klasyfikacji Köppena do strefy Dfa. Średnia temperatura roczna wynosi 12,1°C, a opady 1016,0 mm (w tym do 39,1 cm opadów śniegu). Średnia temperatura najcieplejszego miesiąca - lipca wynosi 25,4°C, natomiast najzimniejszego -3,0°C. Najniższa zanotowana temperatura wyniosła -31,1°C a najwyższa 46,6°C. Miesiącem o najwyższych opadach jest maj o średnich opadach wynoszących 127,0 mm, natomiast najniższe opady są w lutym i wynoszą średnio 38,1.